# Ингварь Ярославич
Ингварь Ярославич (ок. 1152 — 1220) — князь луцкий (1180 — ок. 1220), великий князь киевский (1201—1203, 1204, 1212), князь волынский (1209—1210). Сын Ярослава Изяславича и дочери чешского князя Владислава II (от брака с Гертрудой фон Бабенберг).

## Биография
В 1181 году участвовал с братом Всеволодом и галичанами в удачном походе Рюрика Ростиславича на Киев.
В 1201 году Роман Мстиславич, выгнав из Киева Рюрика Ростиславича, отдал Ингварю великое княжение.
Согласно Лаврентьевской летописи, Ингваря в Киеве посадили Всеволод и Роман. Согласно исследованию Шахматова А. А., Лаврентьевская летопись, являющаяся единственным источником по событиям, основана в этой части на Переяславской летописи (Переяславля-Залесского), близкой Всеволоду Большое Гнездо. Аналогично (волей Всеволода) летопись объясняет и вокняжение в Киеве Рюрика Ростиславича в 1194 году. Рыбаков Б. А. в описании южных дел 1201—1203 годов Всеволода не упоминает. Густынская летопись называет Ингваря наместником Романа. Пресняков А. Е. говорит о том, что Роман превратил Киев в «передовой пост галицких владений на востоке». Грушевский М. С. считал, что Лаврентьевская летопись преувеличила роль Всеволода, фактически же Роман мог разве что спросить согласия Всеволода на свой план, как старшего в роду Мономаховичей, и не занял Киев лично, чтобы не оказаться объектом этих претензий, а также из-за относительной непривлекательности отдельно взятого Киева (без киевской земли, оставшейся в распоряжении Рюрика).
1—2 января 1203 года Рюрик Ростиславич, соединившись с черниговскими князьями и половцами, взял Киев. Роль Ингваря не освещается источниками: возможно, он бежал из города ещё до начала осады. Летописи не описывают его роль и далее: когда в феврале того же года при наступлении Романа Рюрик отступил из Киева в Овруч, а также в 1204 году, когда Роман захватил Рюрика (на тот момент киевского князя) и постриг его в монахи.
В 1208 году польские князья Лешко и Конрад изгнали из Владимира-Волынского Святослава Игоревича, в 1209 году Александр Всеволодович отдал волынский стол своему дяде Ингварю Ярославичу. Но здесь он опять сидел недолго. В 1210 году бояре, с которыми у него не сложились отношения, с согласия Лешка отдали Владимир вновь Александру Всеволодовичу белзскому.
В 1212 году Всеволод Святославич Чермный решил полностью лишить Мономаховичей их владений в Киевской земле, и Ингварь участвовал в походе Мстислава Мстиславича Удатного и других смоленских князей на Вышгород и Киев. Ингварь сел на время в Киеве, но потом, когда черниговцы заключили мир, уехал обратно в Луцк, а киевский престол занял Мстислав Романович Старый.

## В «Слове о полку Игореве»
Ингварь и Всеволод и все три Мстиславича - не худого гнезда шестокрыльци! Не по праву побед расхитили себе владения! Где же ваши золотые шлемы, и копья польские, и щиты? Загородите Полю ворота своими острыми стрелами, за землю Русскую, за раны Игоря, храброго Святославича!

## Семья и дети
Жена — неизвестна.
Дети:
- Изяслав Ингваревич (погиб 1223) — князь дорогобужский[8].
- (возможно) Святослав Ингваревич (уб. 1223) — князь шумский.
- Ярослав Ингваревич (ум. после 1229) — князь луцкий (1227), меджибожский.
- Владимир Ингваревич (ум. после 1229) — князь луцкий.
- (возможно) Гремислава — с 1207 года жена краковского князя Лешка Белого. Польский историк XV века Ян Длугош сообщает о браке этой русской княжны с Лешком под 1220 годом[9].